# Pilisvörösvár
Pilisvörösvár – miasto na Węgrzech, w komitacie Pest, siedziba władz powiatu Pilisvörösvár.
W mieście jest stacja kolejowa Pilisvörösvár.

## Miasta partnerskie
- Gerstetten
- Gröbenzell